# Master (Film)
Master ist ein Filmdrama von Mariama Diallo, das Ende Januar 2022 beim Sundance Film Festival seine Premiere feierte.

## Handlung
Zwei Afroamerikanerinnen an einem überwiegend weißen College in Neuengland beginnen, ihre Erfahrungen auszutauschen. Die eine ist Gail Bishop, die als Studienleiterin des Belleville-Hauses in Ancaster, einem College für Geisteswissenschaften in der Nähe von Boston tätig ist und Master genannt wird. Die andere Frau ist noch neu in dem Job.

## Produktion
Regie führte Mariama Diallo, die auch das Drehbuch schrieb. Es handelt sich um ihr Spielfilmdebüt. Die Amazon Studios hatten das Filmprojekt in November 2019 bekanntgegeben.
Regina Hall spielt in der Hauptrolle Gail Bishop.
Die Filmmusik komponierte Robert Aiki Aubrey Lowe. Das Soundtrack-Album mit insgesamt 25 Musikstücken wurde Mitte Januar 2023 von Waxwork Records als Download veröffentlicht.
Erste Vorstellungen des Films erfolgten ab dem 21. Januar 2022 beim Sundance Film Festival. Im März 2022 wurde der Film beim South by Southwest Film Festival gezeigt.

## Rezeption

### Kritiken
Von den bei Rotten Tomatoes aufgeführten Kritiken sind 74 Prozent positiv.
Patrick Heidmann von epd Film schreibt, ähnlich wie Get Out oder Candyman nutze auch Master Elemente des Horrorgenres, um über Rassismuserfahrungen und von Generation zu Generation weitergegebene Traumata aus afroamerikanischer Perspektive zu erzählen. Dadurch, dass sie zwei verschiedene Protagonistinnen in den Fokus nimmt und auch auf reale Fälle der vergangenen Jahre verweist, nehme sich Mariama Diallo dabei mitunter etwas viel vor und male ihr Bild hier und da mit etwas zu grobem Pinselstrich. Doch was das Grauen und Unbehagen angeht, das hier ohne allzu viele Schreckmomente oder gar Blutvergießen auskommt, sei Master auf eindrückliche Weise gelungen, so Heidmann. Die Regisseurin vermittele einen unter die Haut gehenden Eindruck davon, was eine schwarze Frau in der akademischen Welt der USA auch heutzutage noch zu ertragen hat. Weiter bemerkt er die Arbeit von Kamerafrau Charlotte Hornsby und des Komponisten Robert Aiki Aubrey Lowe und nicht zuletzt die Hauptdarstellerin Regina Hall.

### Auszeichnungen
Black Reel Awards 2023
- Nominierung als Bester Independentfilm
- Nominierung für das Beste Erstlingsdrehbuch (Mariama Diallo)[9]

Miami Film Festival 2022
- Nominierung für den Jordan Ressler First Feature Award[10]

Palm Springs International Film Festival 2022
- Aufnahme in die Liste der Directors to Watch (Mariama Diallo)[11]

South by Southwest Film Festival 2022
- Nominierung für den Publikumspreis in der Sektion Festival Favorites (Mariama Diallo)[12]

Sundance Film Festival 2022
- Nominierung im U.S. Dramatic Competition